# Ștefan Vodă (okręg Bacău)
Ștefan Vodă – wieś w Rumunii, w okręgu Bacău, w gminie Dofteana. W 2011 roku liczyła 1108 mieszkańców.